# Filialkirche Fritzendorf

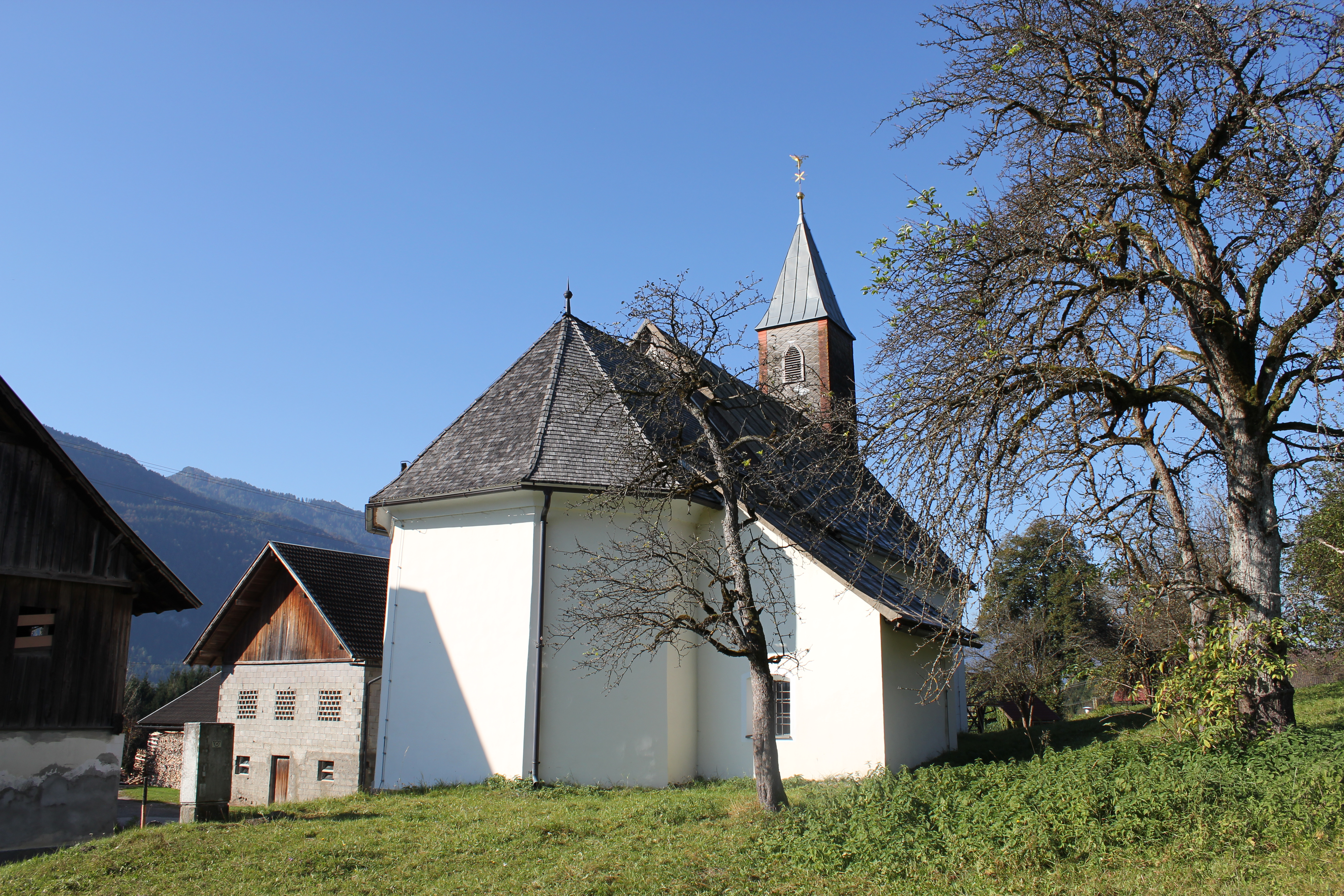

Die römisch-katholische Filialkirche Fritzendorf in der Gemeinde Hermagor ist dem heiligen Chrysanthus geweiht. Sie gehört zur Pfarre Egg. Eine Kirche in Fritzendorf/Limerče wurde 1784 erstmals urkundlich erwähnt.
Die heutige neugotische Kirche setzt sich aus einem dreiachsigen Langhaus, einem eingezogenen, einjochigen Chor mit Dreiachtelschluss und einem nördlichen Sakristeianbau zusammen. Der westliche Dachreiter wird von einem Pyramidenhelm bekrönt.
Im flachgedeckten Schiff steht eine Holzempore. Ein eingezogener, spitzbogiger Triumphbogen verbindet das Langhaus mit dem Chor. Eine abgefaste Spitzbogigentür führt durch die Chornordwand in die Sakristei.
Der neugotische Hauptaltar trägt die Figuren einer Muttergottes sowie die der Apostelfürsten Petrus und Paulus. Am Seitenaltar von 1700 steht ein Figürchen des heiligen Chrysanthus. Die Kanzel ist neugotisch. Die Holzstatuen der Heiligen Laurentius und Rochus schuf Franz Anton Detl im späten 18. Jahrhundert. 